# Premio Alwin Mittasch
El Premio Alwin Mittasch (en alemán: Alwin-Mittasch-Preis) concedido por la DECHEMA (Deutsche Gesellschaft für Chemische Technik und Biotechnologie) es un premio por investigaciones sobre catalizadores. Nombrado en memoria de Alwin Mittasch, siendo concedido desde 1990. Fue denominado inicialmente Alwin-Mittasch-Medaille.

## Recipientes
- 1990 Gerhard Ertl
- 1992 Jerzy Haber
- 1995 Hans-Herbert Brintzinger, Hansjörg Sinn y Walter Kaminsky
- 1998 Wilhelm Keim y  Helmut Knözinger
- 2001 Rutger van Santen
- 2006 Avelino Corma
- 2009 Jens Weitkamp y Jens K. Nørskov
- 2012 Graham Hutchings y Takashi Tatsumi
- 2013 Pierre A. Jacobs
- 2015 Robert Schlögl[1]